# Санта-Барбара-ду-Пара

Санта-Барбара-ду-Пара на карте штата.

Санта-Барбара-ду-Пара (порт. Santa Bárbara do Pará) — муниципалитет в Бразилии, входит в штат Пара. Составная часть мезорегиона Агломерация Белен. Входит в экономико-статистический микрорегион Белен. Население составляет  17 141 человек на 2010 год. Занимает площадь 278,154 км². Плотность населения — 61,62 чел./км².

## История
Город основан 13 декабря 1991 года.

## Демография
Согласно сведениям, собранным в ходе переписи 2010 г. Национальным институтом географии и статистики (IBGE), население муниципалитета составляет:
| Полное население                               | Полное население                               | Полное население                               | Полное население                               | 17 141 |
| ---------------------------------------------- | ---------------------------------------------- | ---------------------------------------------- | ---------------------------------------------- | ------ |
| в том числе:                                   | Городское население                            | 5458                                           | Процент городского населения, %                | 31,84  |
|                                                | Сельское население                             | 11 683                                         | Процент сельского населения, %                 | 68,16  |
|                                                | Мужское население                              | 8755                                           | Процент мужского населения, %                  | 51,08  |
|                                                | Женское население                              | 8386                                           | Процент женского населения, %                  | 48,92  |
| Плотность населения, чел/км²                   | Плотность населения, чел/км²                   | Плотность населения, чел/км²                   | Плотность населения, чел/км²                   | 61,62  |
| Население муниципалитета в % к населению штата | Население муниципалитета в % к населению штата | Население муниципалитета в % к населению штата | Население муниципалитета в % к населению штата | 0,23   |

По данным оценки 2015 года население муниципалитета составляет 19 645 жителей.

## Статистика
- Валовой внутренний продукт на 2003 год составляет 33 587 199,00 реалов (данные: Бразильский институт географии и статистики).
- Валовой внутренний продукт на душу населения на 2003 год составляет 2702,98 реалов (данные: Бразильский институт географии и статистики).
- Индекс развития человеческого потенциала на 2000 год составляет 0,686 (данные: Программа развития ООН).

## География
Климат местности: экваториальный. В соответствии с классификацией Кёппена, климат относится к категории Am.

## Важнейшие населенные пункты
| №  | Населённый пункт        | Населённый пункт (порт.) | Категория | Население чел. (2010) | На карте                       |
| -- | ----------------------- | ------------------------ | --------- | --------------------- | ------------------------------ |
| 1  | Санта-Барбара-ду-Пара   | Santa Bárbara do Pará    | город     | 5458                  | 1°13′38″ ю. ш. 48°17′42″ з. д. |
| 2  | Пау-д'Арку              | Pau D'Arco               | поселок   | 3041                  | 1°14′34″ ю. ш. 48°16′27″ з. д. |
| 3  | Кайсауа                 | Caiçaua                  | поселок   | 1280                  | 1°14′30″ ю. ш. 48°19′31″ з. д. |
| 4  | Женипауба               | Jenipaúba                | поселок   | 915                   | 1°07′47″ ю. ш. 48°15′47″ з. д. |
| 5  | Ливраменту              | Livramento               | поселок   | 502                   | 1°15′18″ ю. ш. 48°16′04″ з. д. |
| 6  | Шикана                  | Xicana                   | поселок   | 472                   | 1°09′24″ ю. ш. 48°14′18″ з. д. |
| 7  | Параису-ду-Тамататеуа   | Paraíso do Tamatateua    | поселок   | 456                   | 1°14′10″ ю. ш. 48°18′33″ з. д. |
| 8  | Сан-Паулу-дас-Педриньяс | São Paulo das Pedrinhas  | поселок   | 432                   | 1°09′22″ ю. ш. 48°16′19″ з. д. |
| 9  | Маурисия                | Maurícia                 | поселок   | 230                   | 1°08′18″ ю. ш. 48°17′33″ з. д. |
| 10 | Денпаса                 | Denpasa                  | поселок   | 151                   | 1°16′39″ ю. ш. 48°15′11″ з. д. |